# 钱德凯达
钱德凯达（Chandkheda），是印度古吉拉特邦Gandhinagar县的一个城镇。总人口55477（2001年）。

## 人口
该地2001年总人口55477人，其中男性29225人，女性26252人；0—6岁人口5849人，其中男3366人，女2483人；识字率81.24%，其中男性为84.75%，女性为77.35%。